# 私は死にたくない

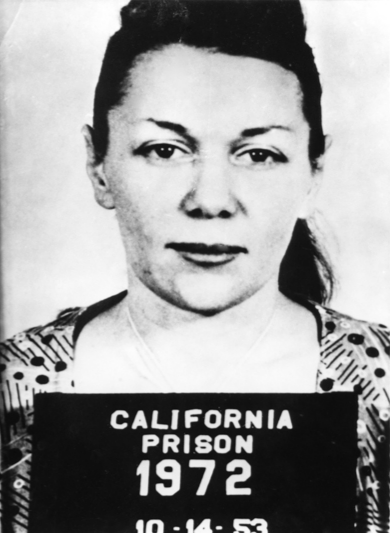
映画のモデルとなったバーバラ・グレアム

『私は死にたくない』（わたしはしにたくない、原題: I Want to Live!）は、1958年に製作・公開されたアメリカ合衆国の映画である。
実在の死刑囚バーバラ・グレアム（1923-1955）の手記を元に描き、ロバート・ワイズが監督、スーザン・ヘイワードが主演した。ヘイワードは本作の演技によりアカデミー主演女優賞を受賞した。

## キャスト
| 役名                        | 俳優                       | 日本語吹替                                                                            |
| 役名                        | 俳優                       | NETテレビ版                                                                           |
| --------------------------- | -------------------------- | ------------------------------------------------------------------------------------- |
| バーバラ・グレアム          | スーザン・ヘイワード       | 三條美紀                                                                              |
| エドワード・S・モンゴメリー | サイモン・オークランド     | 勝田久                                                                                |
| ペグ                        | ヴァージニア・ヴィンセント | 小原乃梨子                                                                            |
| カール・G・G・パームバーグ  | セオドア・ビケル           | 森川公也                                                                              |
| リタ                        | マリオン・マーシャル       | 寺島信子                                                                              |
| 不明 その他                 |                            | 千葉耕市 杉田俊也 松村彦次郎 石原良 寺島幹夫 石井敏郎 矢田耕司 香山裕 伊藤克 加藤精三 |
| 日本語版スタッフ            |                            |                                                                                       |
| 演出                        | 演出                       | 小林守夫                                                                              |
| 翻訳                        | 翻訳                       | 進藤光太                                                                              |
| 効果                        |                            |                                                                                       |
| 調整                        |                            |                                                                                       |
| 制作                        | 制作                       | 東北新社                                                                              |
| 解説                        | 解説                       | 淀川長治                                                                              |
| 初回放送                    | 初回放送                   | 1966年11月12日 『土曜洋画劇場』                                                       |

## スタッフ
- 監督：ロバート・ワイズ
- 製作：ウォルター・ウェンジャー
- 脚本：ネルドン・ギディング、ドン・マンキーウィッツ
- 音楽：ジョニー・マンデル
- 撮影：ライオネル・リンドン
- 編集：ウィリアム・ホーンベック
- 衣装：アンジェラ・アレクサンダー、ウェズリー・ジェフリーズ

## 映画賞受賞・ノミネーション
- 受賞
  - アカデミー主演女優賞：スーザン・ヘイワード
  - ゴールデングローブ賞 主演女優賞 (ドラマ部門)：スーザン・ヘイワード
  - ニューヨーク映画批評家協会賞 主演女優賞：スーザン・ヘイワード
  - マール・デル・プラタ国際映画祭女優賞：スーザン・ヘイワード
- ノミネーション
  - アカデミー監督賞：ロバート・ワイズ
  - アカデミー脚色賞：ネルドン・ギディング、ドン・マンキーウィッツ
  - アカデミー撮影賞（白黒）：ライオネル・リンドン
  - アカデミー編集賞：ウィリアム・ホーンベック
  - アカデミー音響賞：ゴードン・ソーヤー
  - ゴールデングローブ賞 作品賞 (ドラマ部門)
  - ゴールデングローブ賞 監督賞：ロバート・ワイズ
  - 英国アカデミー賞海外女優賞：スーザン・ヘイワード